# Tommy Riley
Tommy Riley is een Amerikaanse stripreeks die begonnen is in 1988 met Ray Collins als schrijver en Ernesto Garcia Seijas als tekenaar.

## Albums
Alle albums zijn geschreven door Ray Collins, getekend door Ernesto Garcia Seijas en uitgegeven door Le Lombard.
| Nummer | Titel                  |
| ------ | ---------------------- |
| 1      | De ruiter in het zwart |